# Parancistrocerus
Parancistrocerus es un género relativamente numeroso de avispas alfareras distribuidas en el Neártico, Paleártico oriental y Neotrópico. Se asemeja al género  Stenodynerus por tener dos hoyuelos en la parte medial del pronoto (tórax anterior) y por una expansión de la tégula. Algunas especies son difíciles de asignar a uno u otro género.
Suelen tener una depresión en el tórax llamada acarinario que sirve para transportar ácaros simbiontes de la familia Winterschmitiidae.

## Véase también

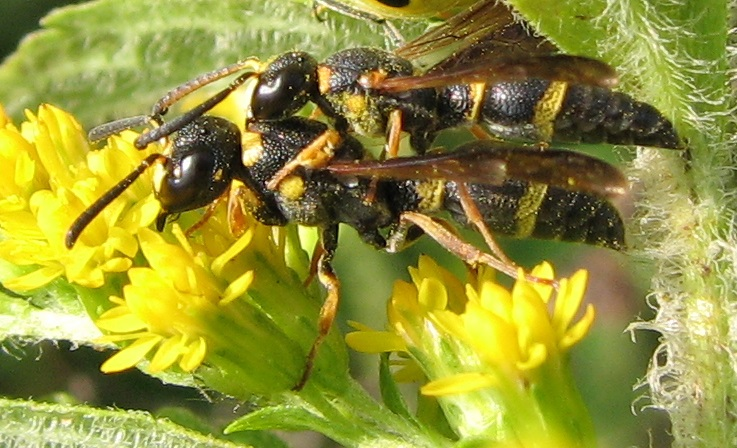
Parancistrocerus perennis aparéandose